# Тархан (Египет)
Тархан — современное название одного из крупнейших древнеегипетских некрополей в 50 км южнее от Каира, на западном берегу Нила.

## Обнаружение
В 1911 году Флиндерс Питри обратил внимание на сообщения о грабеже местными деревенскими жителями обширного кладбища на краю пустыни, позади деревни Кафр — Тархан, рядом со входом в Фаюм.
За два сезона раскопок с 1911 по 1913 годы Питри раскрыл 2000 усыпальницы, относящихся ко всем эпохам древнеегипетской истории. Примечательно, что лишь небольшое количество могил относятся к Новому и Среднему царствам. Простые могилы в земле принадлежали обычным людям. Преимущественно покойника хоронили в эмбриональной позе.
Работы в Тархане позволила Питри расширить свою систему датирования до III династии. Он связал первые три династии с предыдущим додинастическим периодом при составлении карты развития гончарного дела и форм керамики.

## Находки

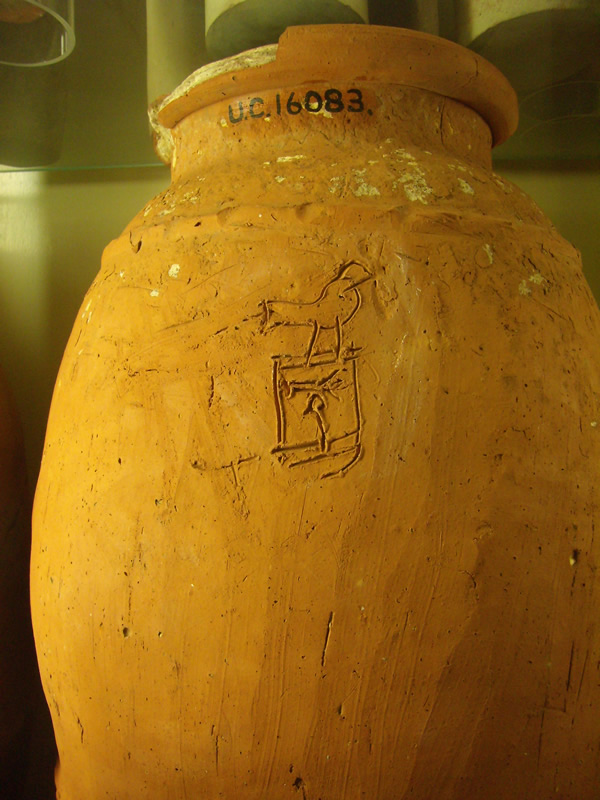
Имя Нармера на вазе из гробницы № 414 в Тархане

Наиболее значимыми считаются несколько гробниц эпохи становления государственности — I Династии (ок. 3100 г. до н. э.), напоминающие по внешнему архитектурному исполнению царский дворец. В те далёкие времена здесь располагался процветающий город, который затем в I Династию утратил своё влияние.
Важными находками стал оттиск с именем фараона Нармера и самое древнее из известных сегодня платьев.
В могилах находили женские украшения, мужские орудия труда и оружие. Из-за благоприятного климата неплохо сохранились деревянные саркофаги и мебель, ткани.
Засвидетельствованы руины высившегося некогда храма. Кому он был посвящён установить сложно из-за отсутствия каких-либо украшений или рисунков. Немецкий египтолог Гюнтер Дрейер нашёл имя фараона Крокодила и потому считает, что храм стоял в честь Себека.
В гробнице римского периода обнаружены фаюмские портреты.